# 冰鉴
冰鉴據說是曾国藩之作品，夏鐵肩考證為羅祖真人著。通过神骨、刚柔、容貌、情态、须眉、声音、气色七个方面识人观相的经典著作。是古中国智慧著作中比较具有代表性和研究参考价值的书籍之一。
由於冰鑒提出相人之說，往往被現代商業視作管理教材。
近代研究《冰鑒》出色的至少有三家，台灣綠園主人夏鐵肩，著有《冰鑒七篇之研究》；台灣歐陽相如，著有《曾國藩反敗為勝的相人術冰鑒》；以及香港簡熙堯，著有《冰鑒》、《相學與人生》、《人倫大統賦》。
關於《冰鑒》作者，夏鐵肩考證為羅祖真人著，香港簡熙堯及台灣《冰鑒識人學》作者公孫策認同此說法。在《冰鑒》刻本〈拔〉中，曾國藩叔父輩吳榮光中丞寫道："余家有冰鑑七篇，不著撰人姓名，世無刻本。"。此書乃吳榮光中丞家藏抄本，收藏於香山曾大經綸閣。吳榮光與曾國藩相距數十年，即此書在曾國藩尚未出生時已經存在。簡熙堯世兄朱鵲橋曾經於一九四六年向曾國藩重孫曾昭樺求證，曾昭樺閱後亦否認《冰鑒》是他曾祖父所撰。